# Pokrzywnica (Poznań)
Pour les articles homonymes, voir Pokrzywnica.
Pokrzywnica (prononciation : [pɔkʂɨvˈnit͡sa], en allemand : Nesselrode) est un village polonais de la gmina de Dopiewo dans le powiat de Poznań de la voïvodie de Grande-Pologne dans le centre-ouest de la Pologne.
Il se situe à environ 3 kilomètres au nord de Dopiewo (siège de la gmina) et à 17 kilomètres à l'ouest de Poznań (siège du powiat et capitale régionale).

## Histoire
De 1975 à 1998, le village faisait partie du territoire de la voïvodie de Poznań.

Depuis 1999, Pokrzywnica est situé dans la voïvodie de Grande-Pologne.
Le village possède une population de 202 habitants en 2015.